# い
い (phát âm：いⓘ) trong hiragana hay イ trong katakana (romaji tương đương "i") là một chữ cái đơn âm trong tiếng Nhật. い bắt nguồn từ thảo thư của chữ 以 ("dĩ"), イ bắt nguồn từ bộ "nhân" 亻 trong chữ 伊 ("ý"). Trong bảng chữ cái tiếng Nhật hiện đại, い nằm ở vị trí thứ 2 giữa あ và う. Ngoài ra, nó là ký tự đầu tiên trong Iroha, trước ろ.
| Dạng                          | Rōmaji | Hiragana        | Katakana        |
| ----------------------------- | ------ | --------------- | --------------- |
| thường a/i/u/e/o (あ行 a-gyō) | i      | い              | イ              |
| thường a/i/u/e/o (あ行 a-gyō) | ii ī   | いい, いぃ いー | イイ, イィ イー |

| \| Rōmaji \| Hiragana \| Katakana \| \| ------ \| -------- \| -------- \| \| (ya) \| (や) \| (ヤ) \| \| (yi) \| (い) \| (イ) \| \| (yu) \| (ゆ) \| (ユ) \| \| ye \| いぇ \| イェ \| \| (yo) \| (よ) \| (ヨ) \| |          |          |
| Rōmaji | Hiragana | Katakana |
| (ya) | (や)     | (ヤ)     |
| (yi) | (い)     | (イ)     |
| (yu) | (ゆ)     | (ユ)     |
| ye | いぇ     | イェ     |
| (yo) | (よ)     | (ヨ)     |

## Các biến thể
Khi diễn tả các từ mượn từ nước ngoài theo kana, người ta sử dụng dạng thu nhỏ (ぃ, ィ), ví dụ như フィ (fi).

## Cách viết
Hiragana い được tạo thành từ 2 nét:
1. Từ phía trên bên trái, vạch một nét cong, kết thúc với nét đá lên.
2. Từ phía trên bên phải, vạch một nét ngắn hơn hơi cong đối diện với nét đầu tiên.

Katakana イ được tạo thành từ 2 nét:
1. Từ trên, vạch một nét cong từ phải sang trái.
2. Từ điểm giữa của nét đầu, vạch một nét thẳng xuống dưới.

## Các cách dùng khác
- Trong chữ Braille tiếng Nhật, い hay イ được thể hiện như sau:

| ●  | － |
| ●  | － |
| － | － |

- Mã Morse của い/イ là: ・－.